# Ruacana
Ruacana este un oraș din regiunea Omusati, Namibia. În 2011 avea 2985 de locuitori.